# TORC: The Off-Road Championship
TORC: The Off-Road Championship (TORC) – seria krótkodystansowych wyścigów off-road, popularnych w Stanach Zjednoczonych odbywających się głównie w klasie trophy truck w latach 2009–2017. Wyścigi te włączone zostały pod federację United States Automobile Club (USAC) i w latach 2009–2013 sponsorowane były przez producenta modeli samochodów sterowanych – Traxxas. Założycielem serii został amerykański kierowca wyścigowy Ricky Johnson.

## Historia
Seria TORC: The Off-Road Championship (wcześniej znana pod nazwą Traxxas TORC Series) powstała w 2009 roku z inicjatywy amerykańskiego motocyklisty motocross – Ricky’ego Johnsona. Wcześniej był on prezesem organizacji Perris Speedway Auto, z której połączono dwie inne federacje: WSORR (Midwest) i CORR (Wybrzeże Zachodnie). W 2013 r. przedsiębiorstwo Traxxas zostało kupione przez firmę The Armory, która przejęła również sponsoring tej serii wyścigowej. Pod koniec 2015 sponsorem wyścigów została spółka Mountain Sports International. W 2018 odwołano kolejny sezon wyścigów kończąc tym samym serię TORC: The Off-Road Championship.
W serii startował również przez pewien okres snowboardzista Nick Baumgartner.

### Dywizje
Seria podzielona została na trzy dywizje:
1. PRO – występują w niej ciężarówki typu Trophy truck, Pick-upy i Buggy (o pojemności 1600 cm³). Dywizja PRO posiadała sztandarową klasę półciężarówek trophy truck o napędzie na cztery koła (4x4) – PRO 4WD; klasę trophy truck o napędzie na jedną oś (2x2) – PRO 2WD oraz klasę lekkich pick-upów – PRO Light.
2. Sportsman – głównie ciężarówki typu Stock truck i buggy z ograniczeniem od 55 – 70 KM. Dywizja Sportsman została porzucona niedługo po ustanowieniu się serii na rzecz serii Midwest Off Road Racing (MORR), jednak w 2016 r. ponownie powróciła do TORC[5].
3. Grassroots – ciężarówki 4x4 lub SUV 4x4 (tzw. "Formuła 4x4") i samochody ze zmodyfikowanym zawieszeniem, ciężarówki-enduro oraz pick-upy z wieloma modyfikacjami podwozia.

### Mistrzowie w poszczególnych sezonach
| Sezon | PRO 4WD        | PRO 2WD        | PRO Light      |
| ----- | -------------- | -------------- | -------------- |
| 2009  | Rick Huseman   | Rob MacCachren | Jeff Kincaid   |
| 2010  | Johnny Greaves | Ricky Johnson  | Casey Currie   |
| 2011  | Ricky Johnson  | Bryce Menzies  | Andrew Caddell |
| 2012  | Ricky Johnson  | Bryce Menzies  | Brad Lovell    |
| 2013  | Johnny Greaves | Bryce Menzies  | Keegan Kincaid |
| 2014  | Johnny Greaves | C.J. Greaves   | Jerett Brooks  |
| 2015  | C.J. Greaves   | C.J. Greaves   | Doug Mittag    |
| 2016  | C.J. Greaves   | C.J. Greaves   | Kyle Hart      |
| 2017  | C.J. Greaves   | Luke Johnson   | Kyle Kleiman   |

### Tory
- Antelope Valley Fairgrounds (2012–2013)
- Bark River International Raceway (2009–2018)
- Buffalo Chip Powersports Complex (2014–2015)
- Charlotte Motor Speedway (2011–2012, 2014–2018)
- Chicagoland Speedway (2010–2013, 2015-2018)
- Crandon International Off-Road Raceway (2009–2018)
- Cycle Ranch (2011)
- Dodge City Raceway (2013)
- Eldora Speedway (2013)
- ERX Motorpark (2016)
- Gateway Motorsports Park (2015)
- Langlade County Speedway (2010)
- Las Vegas Motor Speedway (2009)
- Sunnyview Expo Center (2009–2011)
- Perris Auto Speedway (2009)
- Pikes Peak International Raceway (2011)
- Primm Off Road Raceway (2013–2014)
- Red Bud MX (2011–2013)
- Texas Motor Speedway (2009, 2015–2018)

### Emisje w telewizji
Wyścigi serii TORC: The Off-Road Championship transmitowane były przez stacje telewizyjne takie jak: ESPN2, ABC, Fox Sports oraz NBC Sports, która oprócz transmisji wyścigów produkowała filmy dokumentalne o tematyce TORC.